# Собачий корм
Собачий корм — это питательный корм, разработанный с учётом физиологических потребностей собак. 
Собачий корм производится, как правило, промышленно. Корм, ориентированный на питание средней собаки, содержит большое количество белка, углеводов и жира. В зависимости от содержания воды различают сухие и влажные корма.

## Основные компоненты корма для собак
Рецептура еды для собак составляется таким образом, чтобы в ней были максимально сбалансированы все питательные вещества. Собака легко приспосабливается к условиям жизни с человеком и может есть любую пищу, которую ест он, за исключением некоторых продуктов (например, шоколада, который для собак является токсичным). Однако в правильном собачьем корме все составляющие, необходимые для здорового роста и развития, должны быть подобраны в нужном соотношении.
И хотя по своей природе собаки — плотоядные животные, в их рационе должно присутствовать не только мясо.
По словам профессора Владимира Комареху:

«плотоядные-carnivora» — это преувеличение, так как ни хищники, ни другие дикоживущие животные не обойдутся без растительных тканей. Различие только в доле и способе получения такой пищи.

Именно поэтому корма для собак содержат не только мясо и другие белковые компоненты, но и многое другое, что собака далеко не всегда ест с таким же удовольствием.
Необходимые для нормальной жизнедеятельности собаки питательные вещества:
- Белки (протеины)
- Жиры
- Углеводы
- Минеральные вещества
- Витамины
- Вода

### Белок
Белок, добавленный в корм, может быть как животного, так и растительного происхождения, причём белок животного происхождения оценивается выше, так как лучше усваивается животными, питающимися мясом. В основном животный белок добывается из крупного рогатого скота, курятины, побочных продуктов мясной промышленности, сухого яйца, рыбы, рыбной, мясной и костяной муки.
Под «побочными продуктами» подразумеваются, как правило, ингредиенты, в которые, помимо основных составляющих, добавляются также второстепенные продукты. К примеру, в качестве побочных продуктов птицы используются части забитой птицы, содержащие кости, голову, ноги и потроха.
В качестве источника белка растительного происхождения используют кукурузный глютен, соевые продукты, зелёную муку из люцерны, сухие пивные дрожжи, муку из льняного жмыха и зародыши пшеничного зерна.
Для определения уровня содержания белка важна не только его процентная доля, но и его качество и, следовательно, удобоваримость.

### Углеводы
Различаются удобоваримые и неудобоваримые углеводы. Главным источником удобоваримых углеводов являются различные добавки в виде маиса, риса, пшеницы, овса, ячменя, моркови, льняного семени, гороха и картофеля. Углеводы добавляются в корм в основном в качестве усилителя. Качество используемых углеводов можно легко установить по консистенции и количеству кала. Небольшое количество испражнений, малое газообразование и оптимальная консистенция стула являются индикатором удобоваримых и хорошо приготовленных углеводов.
Пищевые волокна, содержащиеся в корме, незаменимы в качестве сырой клетчатки для нормальной работы пищеварительного тракта. Для их получения обрабатывают свекловичную стружку, отруби, яблочные и томатные выжимки, скорлупу земляного ореха, цитрусовую выжимку, овсяные и пшеничные отруби, а также целлюлозу.

### Жир
Помимо своего основного предназначения источника энергии, кормовые жиры содержат необходимые жирные кислоты и служат для улучшения вкуса. Из ткани млекопитающих и птиц добывается животный жир, процентная составляющая жирных кислот которого превышает 90 процентов. Чаще всего для собачьего корма используется птичий жир. Растительные составляющие, использующиеся для создания собачьего корма, должны иметь те же качества, что и животные жиры и изготавливаются из сои, сафлора или кукурузы.

### Прочие составляющие
Как любым млекопитающим, собакам требуются витамины, питательные вещества и микроэлементы для длительного поддержания здоровья. Кроме того, добавляются также антиоксиданты и — реже — консерванты, чтобы обеспечить сохраняемость продуктов. Антиоксиданты могут иметь как искусственное, так и естественное происхождение (напр. витамин E).

## Сухой корм

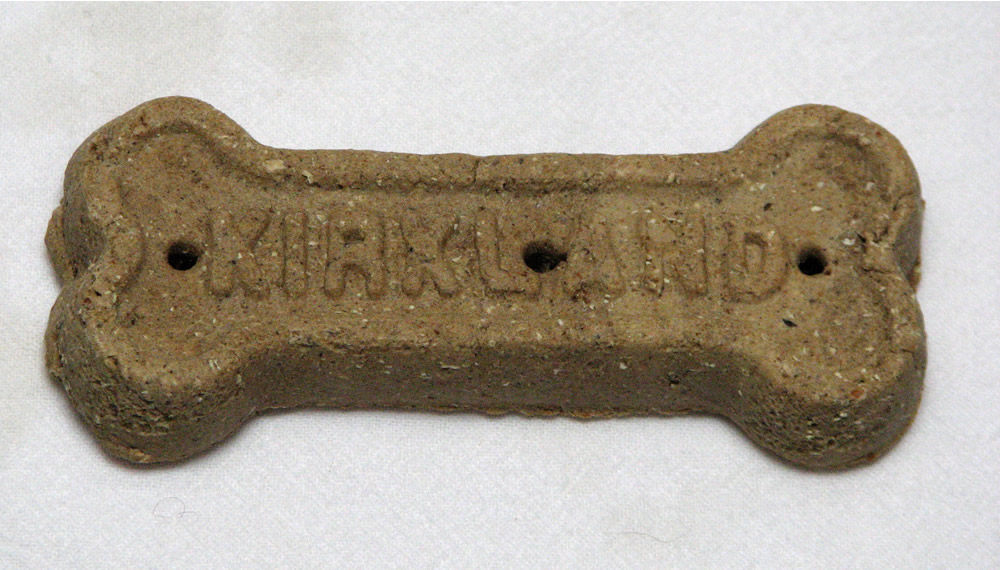
Сухой корм в форме косточки

### Economy (собачий корм экономкласса)
Изготавливается из наиболее дешёвых ингредиентов, поэтому является самым недорогим. В основном содержит субпродукты с добавлением низкосортных злаковых культур и сои. Чаще всего в состав входят мясные продукты категории 4D (павшие, умирающие, больные или старые животные, поступающие на бойню). Как правило, постоянно держать собак на таком корме вредно, поскольку избыток гормонов, пестицидов и добавок, а также дефицит витаминов и аминокислот отрицательно влияет на рост, здоровье и внешний вид домашних собак, может вызвать нежелательные изменения в их поведении. Питательность и усвояемость таких кормов очень мала, поэтому их расход выше, чем у кормов для постоянного питания. Энергетическая ценность сухих кормов экономкласса около 250—300 ккал/100 г.

### Regular (корм для постоянного питания)
При изготовлении этих кормов используются более качественные продукты. Основной источник белка в них — мясные продукты. Тем не менее, большинство таких кормов содержит синтетические красители, подсластители, усилители вкуса, отдушки, в них повышена концентрация соли. Сухой корм regular лучше усваивается организмом. Количество непереваренных отходов значительно ниже, чем при использовании сухих кормов экономкласса или обычной пищи. Энергетическая ценность на 100 г. составляет 300—350 ккал.

### Premium (корм премиум-класса)
Первосортные (premium) и высококачественные (performance) корма отличаются наибольшим соответствием всем требованиям к здоровому питанию домашних животных. В качестве основной составляющей в них используется мясо говядины, птицы или ягнёнка. Добавляются такие компоненты как яйцо, качественные злаковые (рис, пшеница). Чаще всего состав корма премиум-класса учитывает возраст собаки, величину физических нагрузок, массу тела, состояние здоровья. Энергетическая ценность — 350—450 ккал/100 г. Большинство компаний, специализирующихся на изготовлении данных кормов, имеют собственные источники сырья (фермы, сельскохозяйственные угодья).

### Рекомендации при кормлении сухим кормом
Следует обращать внимание на состав, который не всегда соответствует приведённой выше классификации. Стоит помнить, что хороший корм состоит из мяса, а не из субпродуктов животного происхождения. В нём должно быть не более 50 % качественных злаковых или овощей. По стандартам на этикетке сухого корма в обязательном порядке должна быть указана следующая информация:
- Название торговой марки
- Информация, для каких собак предназначен корм, возраст
- Гарантированный анализ (в процентах минимальное содержание ингредиентов)
- Состав (в убывающем порядке в зависимости от веса)
- Масса, срок годности
- Название дистрибьюторской компании, распространяющей корм на территории страны.

Перед выбором корма желательно посоветоваться с ветеринаром или опытным заводчиком.
Корм подбирается в соответствии с возрастом собаки и её физиологическим состоянием.
Вначале следует купить небольшую упаковку корма, чтобы определить, подойдёт ли он собаке. Переходить на сухой корм желательно постепенно, в течение 1-3 недель.
Корм даётся собаке как в сухом, так и в размоченном (обычной питьевой водой) состоянии.
Нельзя смешивать сухой корм и натуральные продукты в одном кормлении. Особенно вредно смешивать сухой корм с фаршем.

## Консервированные (влажные) корма
Специально разработанные собачьи консервы обладают более высокими вкусовыми качествами и переваримостью, поэтому их стоимость значительно выше, чем у сухих кормов. Приблизительно 75 % их основного состава приходится на воду. Консервы содержат много жиров и обладают значительной калорийностью. По форме могут быть в форме кубиков или фарша.
Консервированные корма разделяют на два типа:
- Обычный рацион
- Мясной деликатесный корм

В состав консервов для обычного рациона входят мышечные ткани животных, соя, злаки. Они дешевле деликатесных, но более полноценны по составу. Мясной деликатесный корм состоит из большого числа субпродуктов и экструдированной сои (которой с помощью красителей придают бурый цвет, имитирующий мясо или печень). Комбинация составляющих подбирается таким образом, чтобы корм был вкусным. Поэтому при частом использовании у животных возникает к ним устойчивое пристрастие.
Зачастую деликатесные мясные корма (даже известных марок) неполноценны по составу питательных веществ, в них нарушен баланс минералов. Поэтому при постоянном кормлении консервами у собак могут наблюдаться заболевания скелета. Собаководы рекомендуют чередовать сухие и консервированные корма.

## Полусухой корм
Особенность полусухих кормов в том, что они могут храниться без охлаждения. По цене они в среднем соответствуют консервированным кормам. Многие из них содержат необходимые для полноценного развития кислоты: фосфорную, соляную, молочную. Подкисление замедляет рост бактерий и предотвращает порчу продукта. Как противобактериальное и противогрибковое вещество в состав полусухих кормов вводится пропиленгликоль. Он обладает высокой гигроскопичностью и предотвращает высыхание корма. Основа полусухих кормов — мышечные ткани животных и рыбы.

## Натуральный корм
Как уже было сказано ранее, собак можно кормить и обычной пищей. Для расчёта формулы правильного сбалансированного питания следует помнить, что на 1 кг живого веса должно приходиться в сутки 3-4 грамм белков, 1-2 грамм жиров и 12-15 грамм углеводов. При этом не следует забывать о витаминных и минеральных добавках.
Из мяса предпочтительнее давать говядину, курицу, белую нежирную рыбу, мясо ягнёнка и телятину, причём необходимо проморозить и ошпарить мясо кипятком. Суточная норма мяса для щенков до года 50 грамм на каждый килограмм веса. Желательно удалить из рациона кости (исключение могут составлять мягкие хрящи в небольшом количестве или куриное горлышко, предварительно разбитое молотком). Мясное кормление сопровождается обязательным добавлением мелко порезанных овощей. Печень, почки, сердце и вымя следует предварительно хорошо выварить.
Из молочных продуктов на первом месте обезжиренный творог, как основной источник хорошо усваиваемого кальция. Следует помнить, что молоко для собаки — еда, а не питьё. Оно полезно, но некоторых собак от него слабит. Хорошо влияют на пищеварение кефир и простокваша.
Яйца для собак также являются питательным продуктом. Сырые желтки лучше давать в смеси с кашей или другими продуктами. Сырой белок нежелателен, поскольку плохо усваивается. В корм можно добавлять яйца, сваренные всмятку или вкрутую. При систематическом мясном кормлении достаточно 1 яйца в неделю.
Отдельно овощи даются мелко порезанными или тёртыми, с добавлением в небольших количествах оливкового масла. Собакам полезны морковь, капуста, тыква, брюква, кабачки, свёкла. Отличной витаминной добавкой к основному корму может служить рубленная зелень: петрушка, салат, укроп и чеснок. Кроме того, сырой мелко порубленный чеснок можно еженедельно давать для профилактики глистов.
В качестве источника клетчатки помимо овощей могут использоваться различные крупы, преимущественно рис, гречка, овёс. Особой пищевой ценностью обладает «Геркулес». Варить его не обязательно, достаточно замочить в воде или молочной сыворотке. Взрослой собаке можно давать сухие хлопья. Перловую крупу следует давать в небольших количествах, так как она раздражает кишечник. В молочные каши при варке можно добавлять капусту, морковь, тыкву и другие овощи (кроме картофеля).
Следует помнить, что соли собаке требуется значительно меньше, чем человеку. Поэтому солить собачью еду не обязательно.

## Специальное и возрастное питание
В соответствии с требованиями организма собаки, которые меняются с её возрастом, состав корма может варьироваться от кормов для щенков, молодых и зрелых собак до старых собак. Кроме того, существует широкий выбор специальных кормов, выполняющих роль лекарственных средств. Примером сего могут служить диеты для тучных собак, диеты для почек, печени, средства для помощи устранения мочевого камня, реконвалесценция, заменители молока и многие другие.

### Кормление щенков
После прекращения грудного вскармливания щенка приучают к полноценному рациональному питанию. В силу возраста желудок щенков ещё не очень большой, поэтому за одно кормление не может вместить достаточное количество пищи. Тем не менее, суточная потребность растущих собак в питательных веществах и минералах даже больше, чем у взрослых. Поэтому хороший корм для щенков содержит всё необходимое для формирования здорового организма.
Корм для щенков подбирается в соответствии с возрастом и физической формой. Важно, чтобы на упаковке было отмечено, что это корм для щенков и молодых собак. Это является гарантией, что растущая собака получит пищу, необходимую для нормального развития.
Щенков необходимо кормить в течение всего дня. Начинают с пяти небольших порций в день. Затем доводят кормление до четырёх порций (с трёх месяцев). До восьми месяцев щенков кормят три раза в день. Затем переходят на график приёма пищи в два этапа. Такой режим сохраняется по мере роста. Не следует экономить при покупке корма. Состав продуктов согласовывается с ветеринаром.
Первые недели корм для щенков можно размачивать в молоке или тёплой воде. Важен определённый режим питания: корм выдаётся в определённое время и в определённом месте.
По мере взросления порционное количество корма увеличивается.
Для восполнения кальция щенкам до года следует обязательно давать творог. Лучше его готовить самим. Также щенкам полезно давать сырые фрукты и ягоды, а также сухофрукты. Каша с варёной тыквой полезна как витаминный Kорм и противоглистное средство. Сухофрукты и сыр можно применять не только в качестве прикормки, но и как поощрение при дрессировке. Для усиленного роста и развития скелета щенку можно давать дополнительно к основной пище мел и уголь; кусочки кладутся в доступном месте, чтобы щенок грыз их в случае необходимости.
В период смены зубов (от 3 до 7 месяцев) ветеринары рекомендуют подкармливать щенков глюконатом или лактатом кальция. В день даётся 2—3 таблетки. Если щенок отказывается их есть, следует мелко размолоть и добавить в основной корм.

### Кормление собак мелких пород
По сравнению с более крупными собаками, маленькие собаки обладают ускоренным обменом веществ. Поэтому их питание должно отличаться высокой метаболической энергией. Корма для таких собак не должны содержать балластных наполнителей (кукуруза, соя, ячмень), поскольку они лишь увеличивают объём корма, но не приносят пользу.
Желудок собак мелких пород небольшой. Поэтому удовлетворить их энергетическую потребность за счёт увеличения количества пищи и частоты кормления сложно. Если корм не достаточно энергетически ценен, собака будет вялой.
Корм для собак мелких пород должен в больших концентрациях содержать такие минеральные вещества и микроэлементы, как кальций, фосфор, натрий, калий и магний, а также железо, цинк, медь, марганец, йод, кобальт и селен.
Чтобы поддерживать в хорошем состоянии кожу и шерсть маленьких собак, в корм добавляются жирные кислоты и витамины группы B. Их количество должно быть точно выверено и сбалансировано, чтобы не создавать нагрузку на печень.

### Кормление собак средних пород
Собачий корм подбирается таким образом, чтобы было правильное соотношение белков, жиров и углеводов, поддерживающих энергетический баланс на должном уровне. Процентное содержание жира в таком корме не должно превышать 18 %, так как организм собак средних пород плохо реагирует на его избыток. А это может привести к заболеваниям печени.
Полноценный корм для собак средних пород должен содержать белки, состоящие из аминокислот заменимых и незаменимых. Отсутствие хотя бы одной из них негативно влияет на здоровье собаки. Поэтому в состав корма должны входить, в первую очередь, яйца, мясо кур и другие полезные ингредиенты.
Для укрепления костей в корм для собак средних пород добавляют кальций, фосфор и витамин D. Здоровье суставов и хрящей обеспечивают глюкозамин и хондроитин. Эти два вещества, действуя вместе, обеспечивают защиту хрящей и связок, сохраняя эластичность суставов.

### Кормление собак крупных пород
Собаки крупных пород существенно отличаются от других в плане физиологии. Эти отличия необходимо учитывать при выборе корма.
Период взросления у этих собак значительно долгий (до двух лет). Бурный рост щенков сопровождается проблемами с суставами и связками. Поэтому кормить щенков собак крупных пород обычным кормом не рекомендуется. Кроме того, для этих собак опасны растяжения желудка и кишечника. Известны случаи, когда собаки умирали из-за инвагинаций кишечника. Чтобы препятствовать этому, следует единовременно давать собакам не очень большие порции еды. В то же время необходимо, чтобы корм утолял чувство голода и содержал все необходимые собаке питательные вещества. Нежелательно содержание дешёвых балластных веществ, таких как кукуруза, соя и ячмень, которые забивают желудок, а в корм кладутся исключительно для увеличения его объёма.
Для собак крупных пород вредна излишняя минерализация костяка, поскольку это может привести к задержкам роста. Следует обратить внимание на содержание в пище кальция и фосфора — их удельный вес в корме существенно отличается от состава корма для более мелких пород. Желательно, чтобы все важные минеральные вещества (в том числе цинк и марганец) в корме содержались в форме хелатов (сложных солей, помогающих организму усваивать эти вещества).
Следует помнить о большей нагрузке собак крупных пород на опорно-двигательный аппарат. В корме обязательно должны присутствовать хондроитин сульфат и глюкозамин.
Витамины A и D призваны стимулировать рост собаки, а взаимодополняющие антиоксиданты усиливают иммунозащитные механизмы организма, обеспечивая профилактику сердечно-сосудистых заболеваний и предупреждая раннее старение животного. Естественно, необходимо следить за поддержкой стабильного веса собаки.